# 霍华德·斯金格
霍華德·斯金格爵士（英語：Sir Howard Stringer，另一譯名為史俊格）是一位英裔美国企业家。

## 生平
1942年出生於英國威爾斯，曾任日本Sony會長。在1985年入籍美國，曾擔任哥倫比亞廣播公司記者、製片人和首席執行官，在美國哥倫比亞廣播公司CBS度過了30年，1974~1976年間他曾9次贏得艾美獎個人獎項,和丹拉瑟合作的CBS晚間新聞也曾是全美收視率最高的新聞節目。1997年起擔任美國Sony CEO，並自2003年11月起兼任副董事長至今，掌管美國Sony業務與全球電影音樂娛樂部門，將索尼瀕臨頹廢的音樂和電影業務，發展為索尼目前的支柱產業。1997年入主索尼初期，改善了獲利不佳的哥倫比亞電影事業部門，並於2001年主導蜘蛛人影片的發行，使得電影事業群成為Sony主要獲利來源，2004年末，再次以豐富的人脈關係先後主導併入米高梅電影公司，並將索尼音樂與博德曼共同合併成索尼博德曼音樂娛樂。
日本索尼董事會於2005年3月7日讓外界震撼地任命該公司的美國索尼負責人霍華德·斯金格出任會長兼社長，並於2005年6月22日正式被索尼股東大會通過最終投票，成為索尼史上第一位外籍領導人，他的首要任務必須完整協調索尼旗下各自為政的部門，改革索尼僵硬的傳統管理制度，並且改善無法獲利的電子部門。
2013年6月從索尼公司宣佈退休。